# Erika Vikman
Erika Susanna Vikman (Tampere, 20 de febrer de 1993) és una cantant i compositora finlandesa. Començant la seva carrera com a cantant de tango finès, Vikman va rebre primer reconeixement després de guanyar el Seinäjoen Tangomarkkinat del 2016. Més tard, el 2020, va ser coneguda pel llançament del senzill «Cicciolina», que es va convertir en el seu primer èxit a Finlàndia. El seu primer àlbum d'estudi es va estrenar l'any següent i va encapçalar les llistes de més venuts al país. El 2025 va ser elegida per representar Filnàndia al Festival de la Cançó d'Eurovisió 2025 amb la cançó «Ich komme».

## Primers anys i educació
Vikman va néixer el 20 de febrer de 1993 a Tampere. Més tard va créixer a Lempäälä i Pori. La seva mare també era cantant, que cantava música de tango finès i competia al Seinäjoen Tangomarkkinat. Té una germana anomenada Jennika, que també és cantant. Vikman va començar a cantar quan era adolescent i va guanyar la divisió femenina a la competició de tango júnior de 2008. Més tard també va participar en la Competició de Tampere de 2010.
Vikman va assistir al Tampereen yhteiskoulun lukio i es va graduar de batxillerat el 2013. Després, també va estudiar interpretació de pop-jazz al Conservatori de Música de Pirkanmaa.

## Carrera

### 2013-2019: inicis amb el tango
Vikman va començar la seva carrera professional el 2013, després que fos seleccionada per ser concursant a la setena temporada de la versió finlandesa d'Idols. Va ser seleccionada com una de les dotze finalistes, i després va ser eliminada durant l'episodi del 7 de novembre de 2013, de manera que va quedar en novena posició. Més tard va ser repescada a l'episodi del 28 de novembre, però va ser eliminada de nou aquella setmana, i finalment va quedar setena.
Després de l'eliminació d'Idols, Vikman es va posicionar com a cantant de tango finès. Va competir al Tangomarkkinat el 2015, on va acabar en segona posició. Vikman va tornar a participar en la competició l'any següent i va guanyar-la, cosa que li va permetre ser coronada com la reina del tango de Finlàndia el 2016. Després de la competició, Vikman va signar un contracte amb el segell Sony Music i el 2017 va llançar el seu primer senzill amb la discogràfica, «Ettei mee elämä hukkaan». La cançó va implicar una major experimentació amb la música electropop.

### 2020-actualitat: "Cicciolina" i Eurovisió
El 2020, Vikman va signar un contracte amb la divisió finlandesa de Warner Music, i Yle va confirmar que competiria a l'Uuden Musiikin Kilpailu, la selecció nacional finlandesa per al Festival de la Cançó d'Eurovisió 2020. En el concurs, va interpretar la cançó «Cicciolina», sobre l'actriu pornogràfica hongaresoitaliana Ilona Staller, que va actuar sota el nom artístic de Cicciolina. Vikman va participar en la final del concurs el 7 de març de 2020 a Tampere, on va quedar segona; va ser qui més vots del públic va rebre, però el jurat professional la va situar només en tercera posició. Tot i que només va quedar en segon lloc, la cançó es va convertir en un èxit al país i va ser el seu primer senzill en situar-se a les llistes d'èxits. Després de l'èxit de «Cicciolina», Vikman va llançar més tard el següent senzill «Syntisten pöytä», que va arribar a ser també un èxit entre les ràdios finlendeses. També el 2020, Vikman es va situar tercera en la primera temporada de Masked Singer Suomi, on va participar amb l'àlies de «Wasp».
Vikman va llançar el seu primer àlbum d'estudi l'agost del 2021. L'àlbum va arribar al número u a Finlàndia. El maig de 2022, es va anunciar que Vikman apareixeria a la tretzena temporada de Vain elämää, la versió finlandesa del format televisiu The Best Singers.
El 2025, es va confirmar que Vikman competiria novament a Uuden Musiikin Kilpailu amb la cançó «Ich komme». Va guanyar el concurs i va poder representar Finlàndia al Festival de la Cançó d'Eurovisió 2025.